# Bernard Lietaer

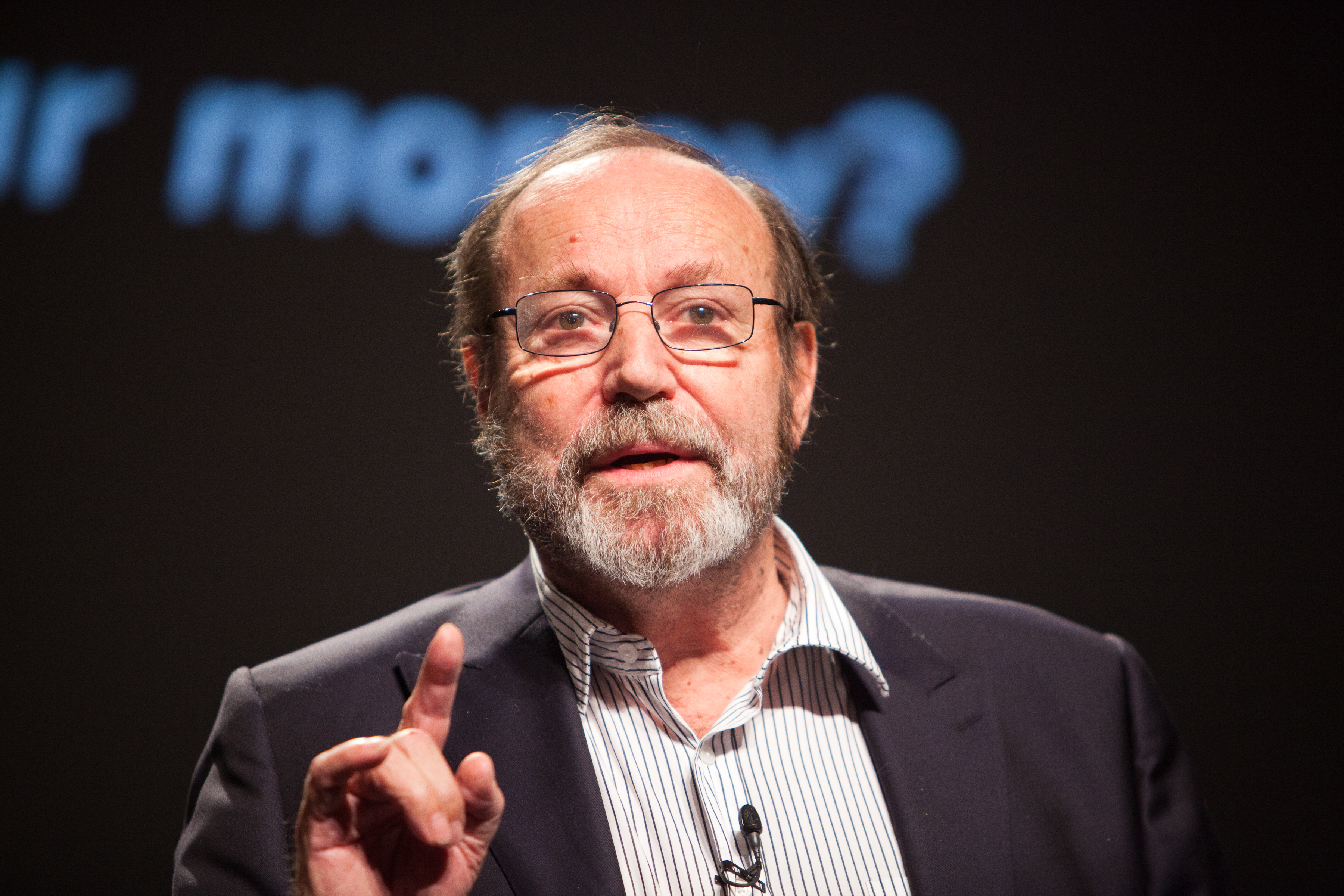
Bernard Lietaer (2011)

Bernard A. Lietaer (* 7. Februar 1942 in Lauwe; † 4. Februar 2019 in Hoyerhagen) war ein belgischer Finanzexperte, der für seine Propagierung von Komplementärwährungen bekannt war.

## Leben
Bernard Lietaer studierte von 1962 bis 1967 Elektroingenieurwesen an der Universität Löwen. Als Student war er Mitglied der Olivaint-Konferenz von Belgien. Von 1967 bis 1969 war er Lehr- und Forschungsassistent am MIT sowie MBA-Student an der dortigen Business School.
Im akademischen Bereich wirkte er von 1975 bis 1978 und von 1983 bis 1986 als Assistant Professor für Internationales Finanzwesen an der Universität Löwen. Von 1992 bis 1998 unterrichtete er als Gastprofessor an der Sonoma State University archetypische Psychologie, von 2003 bis 2006 baute er als Visiting Scholar an der Naropa University in Boulder (Colorado) das dortige Marpa Center for Business and Economics auf.
Bernard Lietaer war leitender Angestellter bei der belgischen Zentralbank und verantwortlich für die Einführung des ECU, des Konvergenzmechanismus, der zur europäischen Einheitswährung Euro führte.
In seiner Funktion als Geschäftsführer und Währungshändler eines der erfolgreichsten Offshore-Währungsfonds in den Jahren 1989 bis 1992 kürte ihn die Business Week zum Top-Weltwährungshändler.
Er war Berater von multinationalen Konzernen wie von Regierungen in Entwicklungsländern und Präsident eines elektronischen Zahlungssystems.
Er war Research Fellow am Center for Sustainable Resources der University of California in Berkeley.
Lietaer starb im Februar 2019, drei Tage vor seinem 77. Geburtstag, in seinem Haus im niedersächsischen Hoyerhagen an Krebs.

## Positionen
Lietaer hat eine Terra genannte zukünftige Weltwährung vorgeschlagen. Er ging in seinen Büchern intensiv auf das Konzept einer Demurrage des Geldes ein.
Anlässlich der Finanzkrise ab 2007 äußerte er sich über die Gründe, analysierte die Situation und zeigte Lösungsmöglichkeiten auf. Neben einer Reihe von Symptomen wie Gier sei vor allem das gegenwärtige Finanzsystem zu effizient.
Bankenregulierungen seien politisch gewollt und lediglich Teil eines Katz-und-Maus-Spiels, das es seit dem 17. Jahrhundert gebe, seit den Banken das Monopol auf die Geldschöpfung übertragen wurde. Die Verhinderung eines Zusammenbruchs des Wirtschaftskreislaufs sei richtig gewesen, verhindere allerdings nicht die Gefahren einer wirtschaftlichen Stagnation, die aufgrund von Bilanzbereinigungen drohen. Des Weiteren würden die Konzentrationsprozesse im Bankensektor zunehmen, große Institute also kleinere schlucken. Das würde zukünftige Kosten erhöhen, sollten diese in Schwierigkeiten kommen.
Hierbei würde die Effizienz des gesamten Banksystems immer mehr zunehmen, allerdings damit auch die Instabilität. Die Belastbarkeit sei deshalb wichtig, was man erst seit neuestem mathematisch modellieren könnte. Nach dem Vorbild der Natur solle deshalb die Vielfalt und Vernetzung zunehmen, vor allem im Währungssystem. Das Monopol der nationalen Währungen sei deshalb im Weg, und Freies Geld mit Komplementärwährungen eine Möglichkeit zu mehr Nachhaltigkeit. Regionalwährungen würden deshalb ungenutzte Ressourcen mit unbefriedigten Bedürfnissen verbinden und an den ökonomischen Kreislauf anschließen. Ein solches System, wo Unternehmen ihr eigenes Geld schöpfen, würde in der Schweiz mit dem WIR-System zur wirtschaftlichen Stabilität der Schweiz beitragen und funktionieren.

## Veröffentlichungen
- Financial Management of Foreign Exchange. An Operational Technique to Reduce Risk. M.I.T. Press, Cambridge (Mass.) 1971, ISBN 0-262-12039-9
- Short-term Planning Models. In: Studies in Management Science and Systems. Band 2. North Holland Publishing Co., 1975
- Europe + Latin America + the Multinationals. A Positive Sum Game for the Exchange of Raw Materials and Technology in the 1980s. Saxon House, London 1979, ISBN 0-566-00221-3
- The Future of Money: Creating New Wealth, Work and a Wiser World. Random House, London 2001, ISBN 0-7126-9991-0
  - Das Geld der Zukunft. Über die destruktive Wirkung des existierenden Geldsystems und die Entwicklung von Komplementärwährungen. Riemann, München 1999, ISBN 3-570-50008-X[4][5]
- Mysterium Geld. Emotionale Bedeutung und Wirkungsweise eines Tabus. Riemann, München 2000, ISBN 3-570-50009-8
- Die Alchemie des Geldes. In: Tattva Viveka. 15, November 2000
- Die Welt des Geldes. Das Aufklärungsbuch. Arena, Würzburg 2001, ISBN 3-401-05287-X
- mit Margrit Kennedy: Regionalwährungen. Neue Wege zu nachhaltigem Wohlstand. Riemann, München 2004, ISBN 3-570-50052-7
- mit Stephen Belgin: Of Human Wealth: Beyond Greed and Scarcity. Human Wealth Books and Talk, 2004, ISBN 0-9745848-0-0
- mit Robert Ulanowicz & Sally Goerner: Options for Managing a Systemic Banking Crisis. In: Sapiens-Revues. Band 2, Nr. 1, März 2009
- mit Gwendolyn Hallsmith: Creating Wealth: Growing Local Economies with Local Currencies. New Society Publishers, 2011, ISBN 0-86571-667-6
- mit Stephen Belgin: New Money for a New World. Qiterra Press, 2011
- mit Christian Arnsperger, Sally Goerner & Stefan Brunnhuber: Money and Sustainability: The Missing Link. A Report from the Club of Rome – EU Chapter. Triarchy Press, 2012, ISBN 978-1-908009-75-3
  - Geld und Nachhaltigkeit: Von einem überholten Finanzsystem zu einem monetären Ökosystem. Ein Bericht des Club of Rome – EU-Chapter. Europa-Verlag, München 2013, ISBN 978-3-944305-06-6
- mit Margrit Kennedy & John Rogers: People Money: The Promise of Regional Currencies. Triarchy Press, 2012, ISBN 978-1-908009-76-0
- mit Helga Preuß, Marek Hudon, Kristof de Spiegeleer, Dieter Legat, Cary Sherburne: Towards a Sustainable World. 3 Paradigm Shifts to Achieve. Herausgeber: Dieter Legat E.U., Delta Institute, 2019, ISBN 978-3-200-06527-7
  - Shift – Drei Paradigmenwechsel, die wir vollziehen müssen, um zukunftsfähig zu werden Neue Erde Verlag, Saarbrücken 2023, ISBN 978-3-89060-830-3